# Omega Workshops

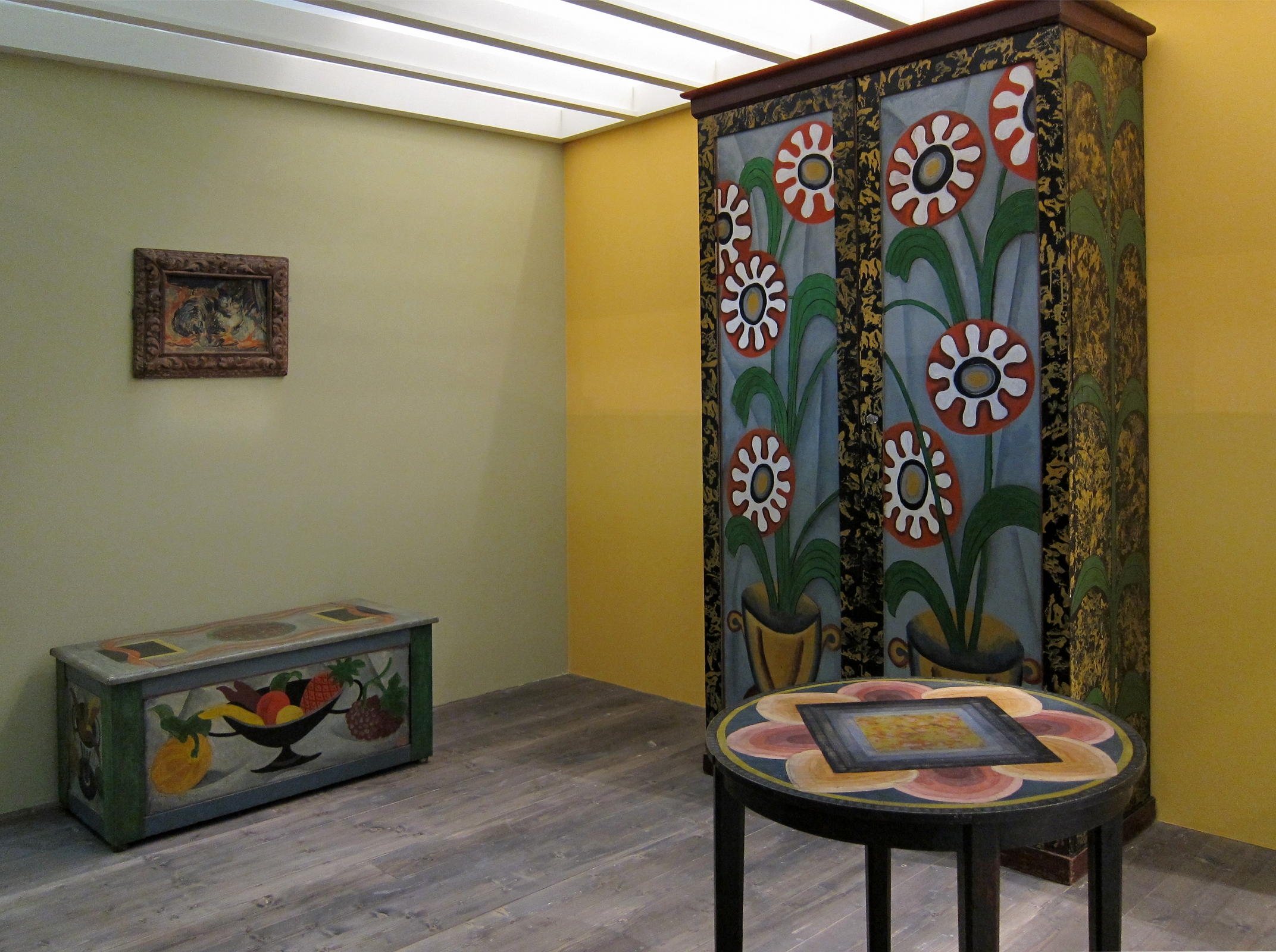
Von Roger Fry dekorierte Möbel für Omega

Omega Workshops Ltd. war eine von Roger Fry – einem Mitglied der Bloomsbury Group – 1913 gegründete experimentelle Designerwerkstatt für Inneneinrichtungen in London. Die Werkstatt wurde nach dem Ersten Weltkrieg 1919 aus finanziellen Gründen geschlossen.

## Geschichte

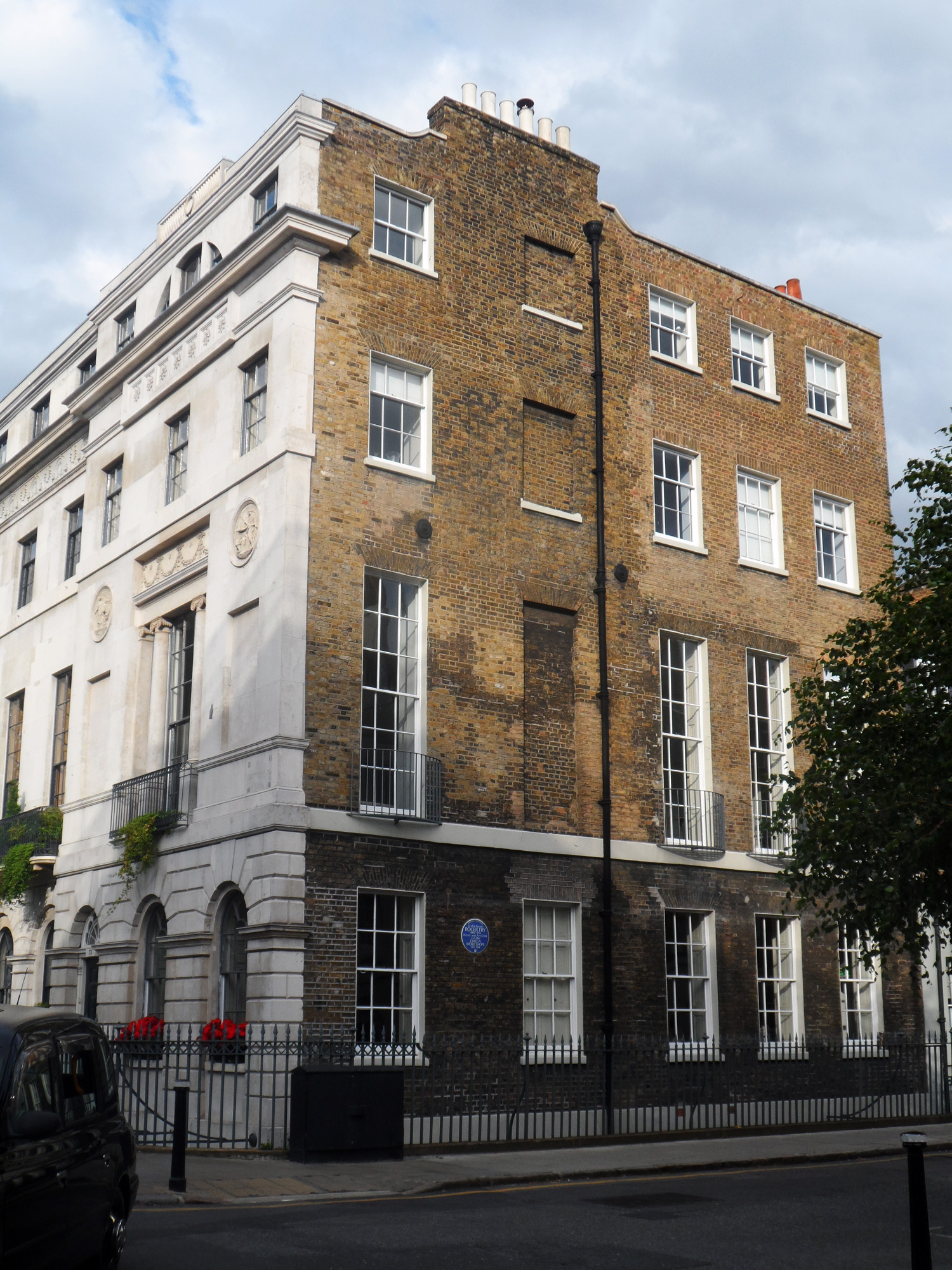
Fitzroy Square 33, von 1929 bis 2003 das London Foot Hospital

Der Maler und Kunstkritiker Roger Fry organisierte 1910 die Ausstellung Manet and the Post-Impressionists in den Grafton Galleries, London. Das Londoner Publikum war schockiert und fühlte sich provoziert; auch die Presse veröffentlichte negative Kritiken. Trotz der negativen Reaktionen gab es 1912 eine zweite postimpressionistische Ausstellung von Fry, in der neben zeitgenössischer englischer Malerei hauptsächlich Werke von Henri Matisse, den Fauves sowie von Pablo Picasso und Georges Braque ausgestellt waren. Der Begriff des Post-Impressionismus wurde durch Fry geprägt.

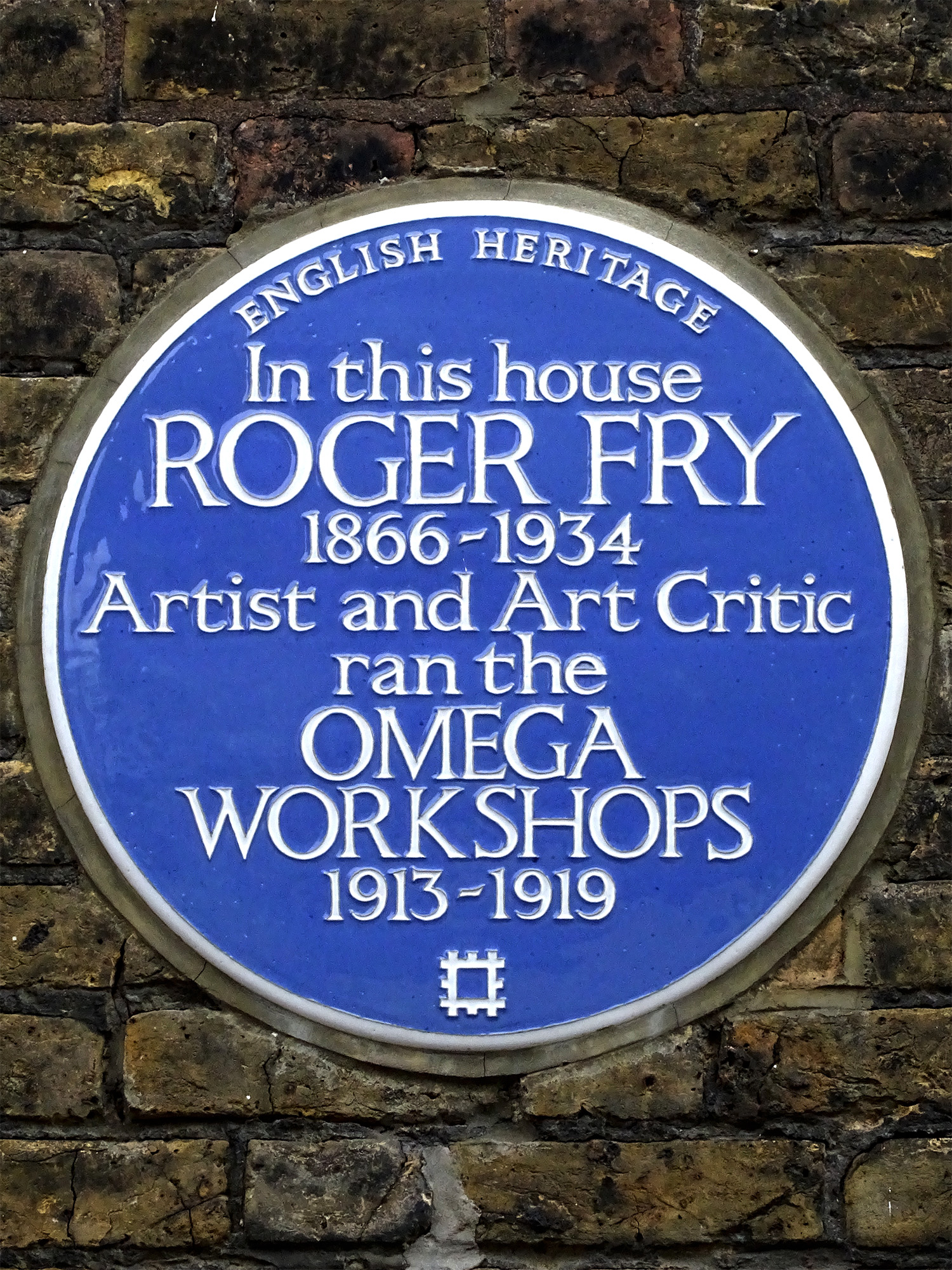
Blaue Plakette am Haus seit 2010

Im Juli 1913 gründete Fry unter Mithilfe seiner Freunde und Kodirektoren Duncan Grant und Vanessa Bell und finanzieller Unterstützung von Kunstfreunden wie George Bernard Shaw in einem eleganten, von Robert Adam geschaffenen Stadthaus am Fitzroy Square 33 in London die Werkstatt für Inneneinrichtungen. Sie hatte zum Ziel, die moderne Kunst auf Raumgestaltung und -ausstattung sowie Buchgestaltung zu übertragen. Die Designwerkstatt bestand aus einem Ausstellungsraum sowie Ateliers. Es wurden dort beispielsweise Wandbilder, Glasfenster, bemalte Möbelstücke, Keramiken, Stoffe, Bücher und vieles mehr zum Kauf angeboten. 
Im Herbst 1914 erschien der Omega Workshops Descriptive Catalogue mit Texten von Fry. 

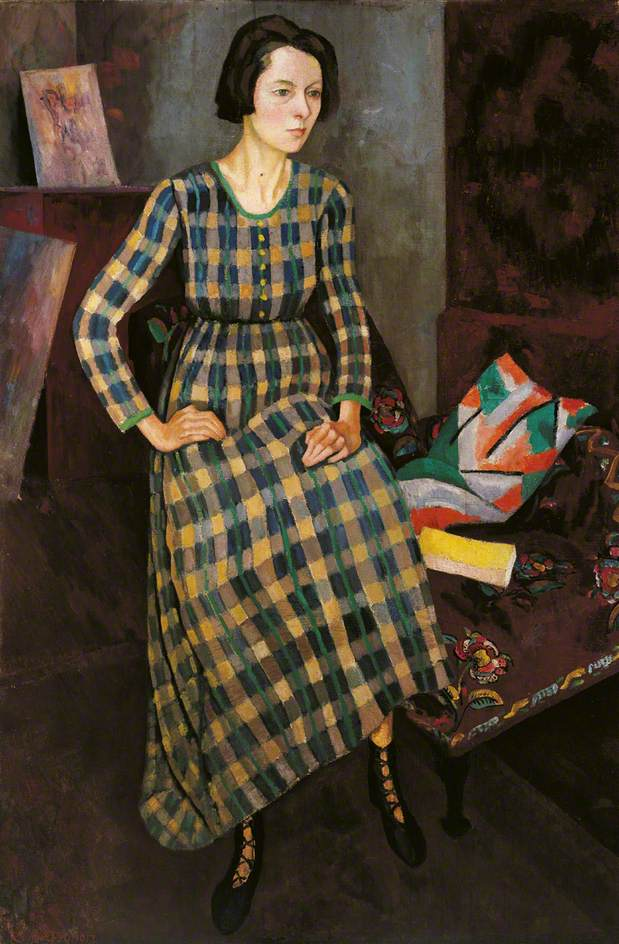
Roger Fry: Nina Hamnett, Öl auf Leinwand, 1917. Das Kleid von Nina Hamnett wurde von Vanessa Bell für Omega entworfen.

Anders als seine Vorgänger William Morris und die Künstler der Arts-and-Crafts-Bewegung hatte Fry nicht vor, soziale Reformen zu erreichen, und er wollte auch keinen Protest gegen die maschinelle Erzeugung von kunsthandwerklichen Erzeugnissen einlegen. Es ging ihm lediglich um die Aufhebung von der aus seiner Sicht falschen Trennung von „fine and decorative arts“, also den Schönen Künsten und dem Kunstgewerbe. Ein Vorbild war die 1911 in Paris gegründete Werkstatt Les Ateliers de Martine des Modeschöpfers Paul Poiret.
Zu den für die Omega Workshops tätigen jungen Künstlern zählten außer den Mitgliedern der Bloomsbury Group Fry, Grant und Bell beispielsweise für kurze Zeit der französische Bildhauer Henri Gaudier-Brzeska und der britische Maler Percy Wyndham Lewis. Lewis verließ im Oktober 1913 mit drei weiteren Mitarbeitern Omega im Streit, eröffnete das Rebel Art Centre in London und wurde Mitbegründer des Vortizismus. Weitere Mitarbeiter des Omega Workshops waren Dora Carrington, Henri Doucet, Winifred Gill und Nina Hamnett. Die mitwirkenden Künstler signierten ihre Werke nicht mit ihrem Namen, sondern mit dem griechischen Buchstaben Ω. Sie arbeiteten dreieinhalb Tage in der Woche für Omega, ihr Verdienst betrug 30 shillings. Dies Einkommen war eher klein, jedoch verlässlich und wichtig für die eher unpopulären Künstler, da sie sich in der verbleibenden Zeit ihrer Kunst widmen konnten.

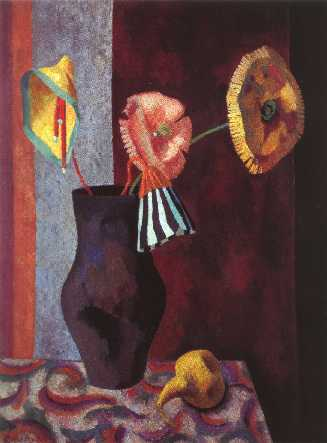
Roger Fry: Still Life with Omega Flowers, 1919

Zu den Käufern der exklusiven Produkte gehörten unter anderem Maud Cunard, die Mutter von Nancy Cunard, Mechtilde Lichnowsky, Lady Ottoline Morrell sowie die Freunde aus der Bloomsbury Group Virginia Woolf, E. M. Forster und Clive Bell. Virginia Woolf war inspiriert von den Omega Workshops und gründete mit ihrem Mann Leonard Sidney Woolf 1917 die Hogarth Press, deren Veröffentlichungen sie anfangs eigenhändig setzten und auf einer Tiegeldruckpresse druckten. Woolfs Schwester Vanessa Bell entwarf Umschläge für den Verlag. 1940 schrieb Virginia Woolf eine Biografie über Roger Fry.
Da sich auf Dauer für die vom Fauvismus, Kubismus und vom Post-Impressionismus beeinflussten, mit teuren Materialien hergestellten Objekte zu wenig Käufer fanden, auch bedingt durch den Ausbruch des Ersten Weltkriegs, musste das Projekt Omega Workshops 1919 aus finanziellen Gründen eingestellt werden. Fry arbeitete zuletzt allein in der Werkstatt am Fitzroy Square, da Vanessa Bell und Duncan Grant im Jahr 1916 in ihr Landhaus Charleston Farmhouse in Sussex gezogen waren.
Das britische Staatsorgan English Heritage würdigte Roger Fry und Omega Workshops 2010 mit einer Blauen Plakette, die am Haus Fitzroy Square 33 angebracht wurde.

## Ausstellungen
Eine Kollektion von Möbeln und anderen Werken aus den Omega Workshops wird im Charleston Farmhouse in Sussex ausgestellt, dem früheren Landhaus von Duncan Grant und Vanessa Bell. Im Jahr 2009 fand in der Courtauld Gallery in London eine Ausstellung statt mit dem Titel: Beyond Bloomsbury: Designs of the Omega Workshops 1913–19.